# Орнідазол
Орнідазол (міжнародна непатентована назва Ornidazole) — синтетичний антипротозойний засіб з групи нітроімідазолів для парентерального, перорального та місцевого застосування. Орнідазол також можна застосовувати проти деяких анаеробних бактерій.

## Фармакологічні властивості
Орнідазол — антипротозойний препарат з групи нітроімідазолів широкого спектра дії. Препарат має бактерицидну дію, що пов'язана з порушенням процесів реплікації ДНК у клітинах бактерій та найпростіших. До препарату чутливі трихомонади, амеби, лямблії, балантидій, Trichomonus foetus, Blastocystis hominis; анаеробні бактерії — Gardnerella vaginalis, Bacteroides spp., клостридії, фузобактерії, анаеробні коки; чутливим до орнідазолу є Helicobacter pylori. Досліджується також можливість застосування орнідазолу при хворобі Крона після резекції товстого кишечника.

### Фармакокінетика
Після прийому всередину орнідазол швидко всмоктується, максимальна концентрація в крові досягається протягом 3 годин після перорального прийому. Біодоступність препарату складає 90% після перорального прийому та 100% — після внутрішньовенного введення. Високі концентрації орнідазол створює в більшості тканин та рідин організму, найвищі — в жовчі, слині, перитонеальній та плевральній рідині, кістковій тканині, печінці, еритроцитах. Препарат проникає через гематоенцефалічний бар'єр. Орнідазол проникає через плацентарний бар'єр та виділяється в грудне молоко. Метаболізується препарат в печінці з утворенням активних метаболітів. Виводиться орнідазол з організму переважно з сечею (60-80%) у вигляді метаболітів, частково з жовчю в незміненому вигляді. Період напіввиведення препарату становить в середньому 13 годин, при цирозі печінки цей час може збільшуватись до 22 годин. Повне виведення препарату проходить протягом близько 5 діб.

## Показання до застосування
Орнідазол застосовують при трихомоніазі, лямбліозі, амебіазі у всіх формах, включно з позакишковими, абсцесі печінки, системній анаеробній інфекції — сепсисі, септицемії, менінгіті, перитоніті, післяопераційних ранових інфекціях, септичному аборті та ендометриті, для профілактики післяопераційних інфекцій при операціях на ободовій та прямій кишці та при гінекологічних операціях.

## Побічна дія
При застосуванні орнідазолу можливі наступні побічні ефекти:
- Алергічні реакції — нечасто (0,1—1%) висипання на шкірі, свербіж шкіри, кропив'янка,набряк Квінке, анафілактичний шок.
- З боку травної системи — часто (1—10%) нудота, блювання, металічний смак в роті, сухість в роті, біль в животі, діарея, втрата апетиту.
- З боку нервової системи — рідко (частіше при застосуванні високих доз препарату або при парентеральному застосуванні) головний біль, запаморочення, ригідність м'язів, атаксія, судоми, сплутаність свідомості, нейропатія, сонливість.
- З боку інших систем — нечасто серцево-судинні розлади, потемніння сечі.
- Зміни в лабораторних аналізах— часто (1—10%) підвищення рівня білірубіну та підвищення рівня активності амінотрансфераз крові; нечасто (0,1—1%) нейтропенія, лейкопенія.

## Протипокази
Орнідазол протипоказаний при підвищеній чутливості до нітроімідазолів, епілепсії, розсіяному склерозі, ураженнях головного мозку, захворюваннях крові, при вагітності та годуванні грудьми, дітям у віці до 3 років.

## Форми випуску
Орнідазол випускають у вигляді таблеток по 0,5 г, флаконах для інфузій по 100 мл 5% розчину. А також у вигляді вагнальних таблеток у комбінації з неоміцином, ністатином та преднізолоном в складі препаратів «НЕОТРИЗОЛ®», «МЕРАТИН КОМБІ». Входить ще до складу комбінованих препаратів «ПОЛІМІК®», «ОФОР®», «ТИФЛОКС» з офлоксацином; ГРАНДАЗОЛ® з левофлоксацином; «ЦИПРОЗОЛ», «ОРЦИПОЛ» з ципрофлоксацином; «СТІЛЛАТ» з гатифлоксацином.